# Ekwusigo
Ekwusigo es una localidad del estado de Anambra, en Nigeria, con una población estimada en marzo de 2016 de 209 600 habitantes.
Se encuentra ubicada en el centro-sur del país, a poca distancia al norte del delta del Níger y de la costa del golfo de Guinea.